# Strongylura krefftii
Strongylura krefftii is een straalvinnige vissensoort uit de familie van gepen (Belonidae). De wetenschappelijke naam van de soort is voor het eerst geldig gepubliceerd in 1866 door Günther.